# Popeye (videogioco 1985)
Popeye è un videogioco di avventura dinamica pubblicato nel 1985 per ZX Spectrum e nel 1986 per Amstrad CPC e Commodore 64 dalle editrici britanniche dk'tronics e MacMillan. È il secondo videogioco basato su Braccio di Ferro dopo l'arcade Popeye del 1982, e ha come seguiti Popeye 2 (1991) e Popeye 3: WrestleCrazy (1992), prodotti dalla Alternative Software che nel frattempo aveva acquisito i diritti di ripubblicazione su questo Popeye.

## Modalità di gioco
Il giocatore controlla Braccio di Ferro con l'obiettivo di raccogliere 25 cuoricini sparsi per la città e portarli a Olivia.
L'ambiente di gioco rappresenta una zona portuale ed è costituito da diverse schermate fisse viste di profilo, collegate orizzontalmente o verticalmente. I personaggi sono rappresentati molto grandi (Braccio di Ferro è alto quasi metà dello spazio) perciò l'area di gioco in ciascuna schermata è relativamente piccola, ma nonostante la grafica bidimensionale spesso è possibile spostarsi un po' anche in profondità, passando davanti o dietro altri personaggi o oggetti.
Braccio di Ferro può raccogliere e trasportare fino a otto oggetti alla volta, compresi i cuoricini, che si devono consegnare a Olivia andando periodicamente da lei. Molti oggetti si raccolgono saltando, altri possono essere nascosti da porte, per aprire le quali è necessario trovare la relativa chiave. Come movimenti Braccio di Ferro può camminare, saltare in su o in giù, salire scale o corde, cambiare livello di profondità, mentre non ha alcun tipo di attacco.
In giro si possono incontrare come nemici Bluto, la Strega del mare, il suo avvoltoio e varie creature, che se colpiscono Braccio di Ferro lo mettono fuori combattimento. Per riprendersi ha bisogno di un barattolo di spinaci; inizialmente se ne possiede uno e altri possono essere trovati, ma se non si hanno più spinaci la partita è persa.
C'è inoltre un termometro indicatore dell'amore di Olivia, che diminuisce col passare del tempo e si ricarica consegnandole i cuoricini, e si viene sconfitti se si esaurisce.